# 八村広三郎
八村 広三郎（はちむら こうざぶろう、1948年〈昭和23年〉6月29日 - ）は、日本の工学者。立命館大学情報理工学部名誉教授、工学博士。滋賀県地域情報化推進会議顧問。
専門は情報工学（画像情報学）。

## 経歴
鳥取県鳥取市出身。鳥取銀行元頭取の八村信三・緑夫妻の三男として生まれる。鳥取県立鳥取西高等学校を経て、1971年（昭和46年）京都大学工学部電気工学第二学科卒業。1976年（昭和51年）京都大学大学院工学研究科電気工学専攻博士課程単位取得退学。
1978年（昭和53年）国立民族学博物館第五研究部助手。1979年（昭和54年）京都大学工学博士。1983年（昭和58年）京都大学情報処理教育センター助教授。1985年（昭和60年）から1986年（昭和61年）までスウェーデン・ウプサラ大学客員研究員。1990年（昭和65年）京都大学工学部助教授。
1994年（昭和69年）立命館大学理工学部情報学科教授。2012年（平成24年）立命館大学情報理工学部情報理工学科教授、情報理工学部・学部長、情報理工学研究科・研究科長を歴任。2014年（平成26年）立命館大学情報理工学部名誉教授。

## 家族
八村家
- 父・信三（1908年（明治41年）12月29日生[7]）
東京帝国大学経済学部[1]。鳥取銀行元頭取[1]。鳥取ガス元監査役[1]。鳥取商工会議所元会頭[1]。住所は鳥取市大榎町である[7]。
- 母・緑（1910年生、鳥取市元魚町1丁目、八村八太郎の養女[8]）
- 継母・純子（1921年（大正10年）5月14日生）
父は鳥取貯蓄銀行（現：鳥取銀行）元取締役の西尾善孝[1]。
- 長兄・義郎（1934年（昭和9年）12月19日生）
京都大学法学部卒[1]。小野田セメント（現：太平洋セメント）元取締役[1]。
- 次兄・輝夫（1937年（昭和12年）10月8日生）
東京大学法学部卒[1]。鳥取銀行元頭取[1]。鳥取商工会議所元会頭。鳥取環境大学元理事長[1]。
- 妻・和代（1950年（昭和25年）1月29日生）
自由学園卒[1]。

## 著書
- 『計算機科学の基礎』近代科学社、1989年。

### 共編著・監修
- 『講座人文科学研究のための情報処理 第4巻（イメージ処理編）』及川昭文監修, 編著. 尚学社, 1998年。
- 『日本文化デジタル・ヒューマニティーズの現在 バイリンガル版（シリーズ日本文化デジタル・ヒューマニティーズ）』川嶋將生,赤間亮, 矢野桂司,稲葉光行共著, 文部科学省グローバルCOEプログラム「日本文化デジタル・ヒューマニティーズ拠点」 (立命館大学) 監修. ナカニシヤ出版, 2009年。
- 『デジタル・アーカイブの新展開 バイリンガル版（シリーズ日本文化デジタル・ヒューマニティーズ 文部科学省グローバルCOEプログラム「日本文化デジタル・ヒューマニティーズ拠点」（立命館大学）』監修, 田中弘美共編. ナカニシヤ出版,2012年。
- 『文化情報学ガイドブック デジタル・ヒューマニティーズ 情報メディア技術から「人」を探る』赤間亮, 鈴木桂子,矢野桂司, 湯浅俊彦共編. 勉誠出版, 2014年。